# Standfussiana
Standfussiana är ett släkte av fjärilar som beskrevs av Charles Boursin 1946. Standfussiana ingår i familjen nattflyn, Noctuidae.

## Dottertaxa tillStandfussiana, i alfabetisk ordning[1][2]
- Standfussiana dalmata Staudinger, 1901
  - Standfussiana dalmata occidentalis Boursin, 1956
- Standfussiana defessa Lederer, 1858
  - Standfussiana defessa sturanyi Rebel, 1906
- Standfussiana herbuloti Plante, 1985
- Standfussiana insulicola Turati, 1919
- Standfussiana lucernea Linnaeus, 1758, Skiffergrått jordfly
  - Standfussiana lucernea arguta Corti & Draudt, 1933
  - Standfussiana lucernea cataleuca Boisduval, 1833
  - Standfussiana lucernea elbursica Boursin, 1963
  - Standfussiana lucernea illyrica Rebel & Zerny, 1932
  - Standfussiana lucernea kuruschicola Boursin, 1940
  - Standfussiana lucernea pescona Draudt, 1933
- Standfussiana nictymera Boisduval, 1832
  - Standfussiana nictymera osmana Wagner, 1928
- Standfussiana socors Corti, 1925
- Standfussiana turbeti Le Cerf, 1932
- Standfussiana wiskotti Standfuss, 1888

## Bildgalleri

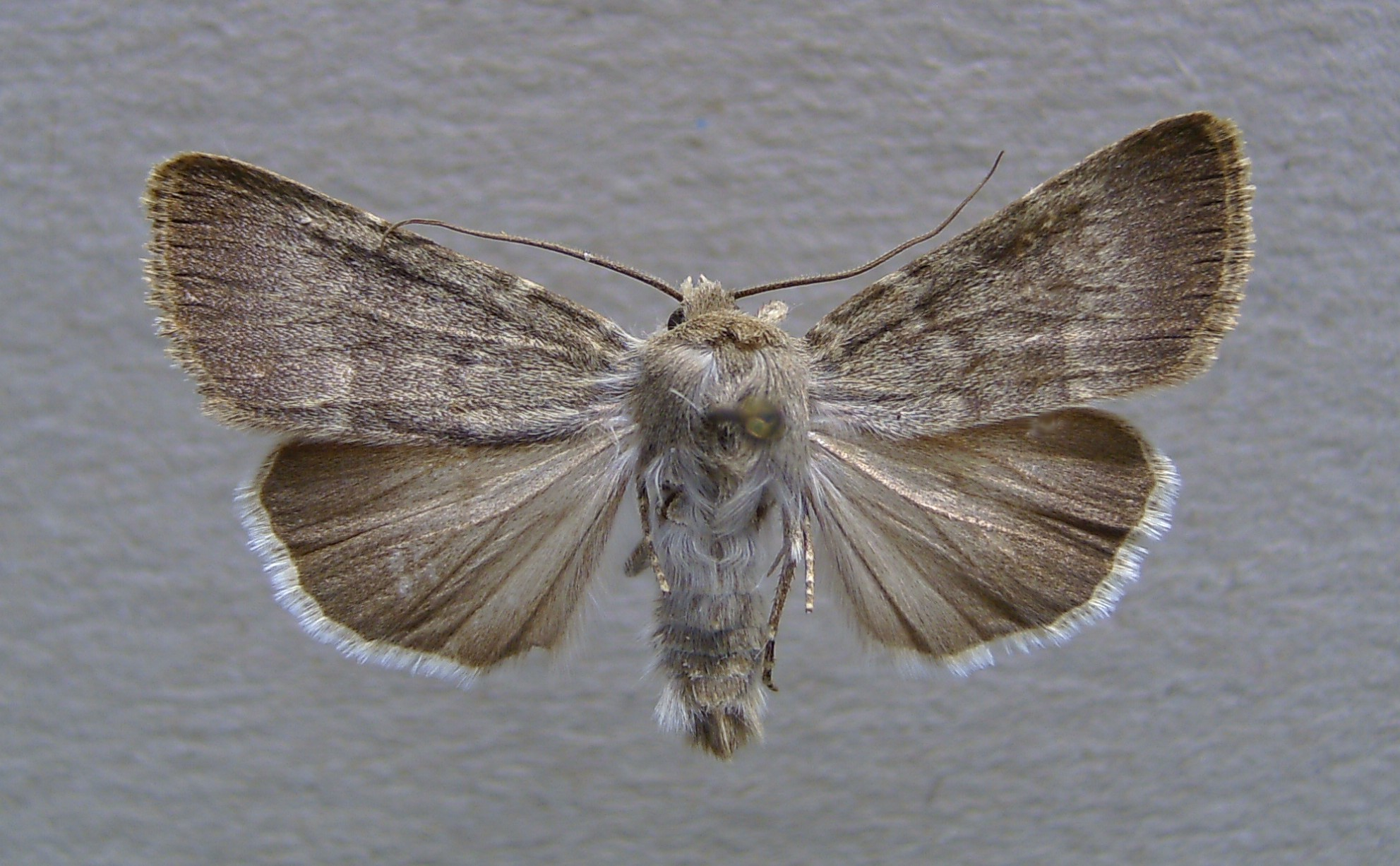
Skiffergrått jordfly, Standfussiana lucernea
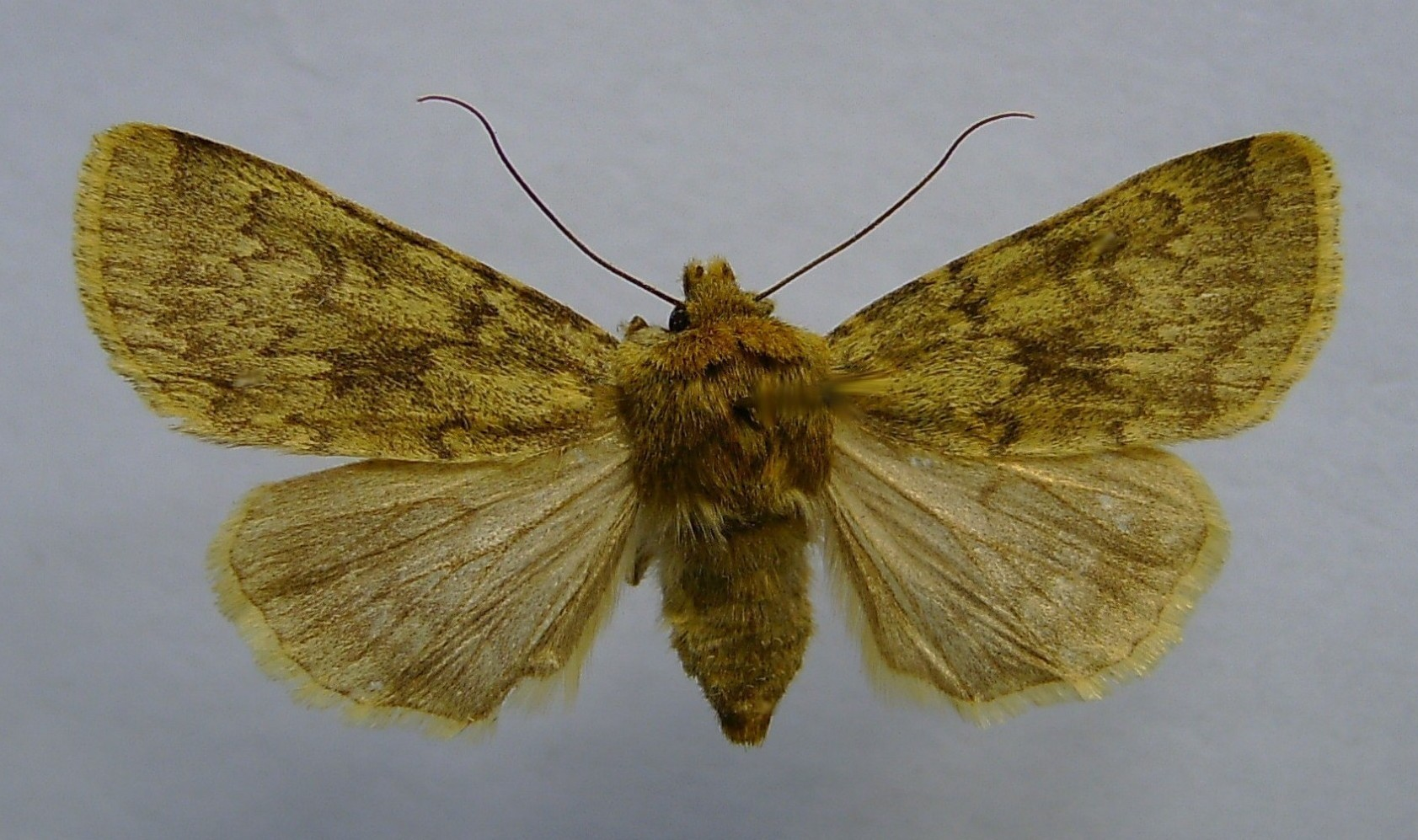
Standfussiana wiskotti